# Clergat

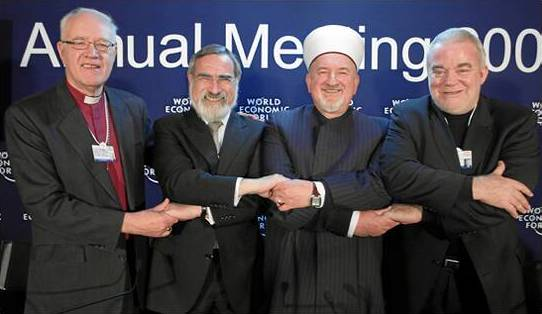
Clergat

El clergat, el clero o la clerecia engloba de forma general totes aquelles persones que han estat ordenades en el servei religiós. Depenent de la religió, el clergat generalment es dedica als diversos aspectes del ritual religiós, a l'ensenyament o a l'evangelització. Sovint s'ocupen dels grans esdeveniments de la vida com els naixements, la circumcisió, la confirmació, el matrimoni, o la mort. El clergat de la major part de religions treballa dins i fora dels llocs de culte, i se'ls pot trobar realitzant la seva tasca en hospitals, escoles, missions, i fins i tot a l'exèrcit.
Hi ha una diferència important entre el clergat i els teòlegs. Els primers s'ocupen de les tasques del dia a dia, mentre que els teòlegs són els estudiosos de la religió i no són necessàriament clergues.
El clergat està protegit per lleis especials a molts països i en molts casos són finançats (o cofinançats) per l'estat en què treballen, encara que generalment els seus recursos provenen majoritàriament de les donacions dels seus fidels.
A Europa, fins a l'abolició de l'Antic Règim, el clergat compartia amb la noblesa la condició d'estament privilegiat i era reconegut, teòricament i tradicionalment, com el primer en rang i honor.

## Cristianisme
En el cristianisme la diferència essencial dins del clergat s'estableix entre el clergat regular i el clergat secular. Aquesta divisió es manté tant en el clergat catòlic com en l'ortodox. La Reforma protestant suprimí el clergat regular i establí el sacerdoci universal, raó per la qual l'existència d'un clergat diferenciat de la resta de fidels va deixar de tenir sentit en alguna de les Esglésies reformades, malgrat que, en altres, es va mantenir una clara jerarquia, com és el cas de les luteranes o les anglicanes. En aquesta última confessió, tot i considerar-se important, també existeix el clergat regular.

### Clergat secular
Significa "el que viu en el segle", és a dir, dins de la societat dels homes, i és l'encarregat d'administrar els sagraments. La seva organització jeràrquica parteix del Papa -o dels patriarques en el cas de l'Església ortodoxa- i continua amb els arquebisbes, bisbes, i sacerdots. Els ordes menors del clergat secular inclouen també els rangs de diaca i exorcista. El càrrec de prevere, rector de parròquia o simplement capellà, és la base fonamental de contacte directe amb els fidels. Existeixen molt altres beneficis eclesiàstics (arxipreste, canonge…).
El celibat del clergat secular, que no va existir durant els primers segles del cristianisme i que no s'aplica en l'Església ortodoxa ni en alguns ritus orientals d'obediència catòlica (o a títol individual en alguns casos en l'Església catòlica de ritu occidental), és un dels temes més controvertits en l'actualitat, així com l'accés de les dones al sacerdoci o dels homosexuals en algunes esglésies reformades. Cal no confondre, però, el celibat amb el vot de castedat del clergat regular.

### Clergat regular
És el que segueix una regla i no és seglar, perquè viu fora del segle, és a dir, fora de la societat dels homes. En el seu origen se n'anaven al desert (als afores de les ciutats egípcies dels segles iv i v) de forma individual (en aquest cas se'ls coneix com a anacoretes o eremites) o col·lectiva (cenobites), que esdevindrien monestirs. Al segle xiii sorgiren els ordes mendicants, que fundaren convents a les ciutats amb la comesa de tornar a evangelitzar la naixent societat urbana de l'Occident medieval.